# Peter Voss, der Millionendieb (1958)
Peter Voss, der Millionendieb ist ein deutscher Film von Wolfgang Becker aus dem Jahr 1958 mit O. W. Fischer in der Titelrolle und Ingrid Andree, Margit Saad, Mara Lane, Peter Mosbacher in tragenden Rollen und Walter Giller als Versicherungsdetektiv Bobby Dodd. Der Film basiert auf dem gleichnamigen Roman von Ewald Gerhard Seeliger aus dem Jahr 1913. 1959 folgte, ebenfalls mit Fischer in der Hauptrolle, die Fortsetzung Peter Voss, der Held des Tages.
Ein zeitgenössisches Kinoplakat titelte seinerzeit: „Mit Peter Voss rund um die Welt! Ein sensationeller Farbfilm mit Außenaufnahmen von den schönsten und interessantesten Plätzen der Erde. O. W. Fischer als Peter Voss von rassigen Frauen, Gaunern und Detektiven von Kontinent zu Kontinent gejagt.“

## Handlung
Peter Voss, ein Reiseschriftsteller und Weltenbummler, sorgt mal wieder für Schlagzeilen: „Peter Voss rettet Prinzessin“, „Peter Voss beim Autorennen verletzt“, „Peter Voss zum Häuptling gewählt“, „Peter Voss im Ozean verschollen“ usw. Die junge Barbara Rottmann hört im Radio, dass Peter Voss aufgespürt und bereits wieder in Cuxhaven sei und reagiert freudig erregt. Kurz darauf schließt er sie auch schon in die Arme. Auch ihr Vater Hans Rottmann, ein Bankier, freut sich, den Freund wiederzusehen. Er erzählt Voss, dass er ein Juwelengeschäft mit Hongkong in den Sand gesetzt habe und nun in finanzielle Schwierigkeiten geraten sei. Voss macht den Vorschlag, einen Banküberfall zu inszenieren, um so das Geld, das die Versicherung zahlen müsse, zu kassieren, womit Rottmann dann saniert sei. Obwohl es im Tresor nichts zu stehlen gibt, zieht der Tausendsassa Peter Voss den Plan durch. Die Versicherung hat den Detektiv Bobby Dodd beauftragt, der den Fall untersuchen und feststellen soll, ob eine Zahlung erfolgen muss.
Als Barbara Rottmann, von den Nachforschungen des Detektivs irritiert, ihren Vater fragt, ob Voss den Bankraub tatsächlich begangen habe, erwidert er schmunzelnd, das müsse sie ihn schon selbst fragen. Barbara bucht daraufhin eine Reise auf dem Schiff, auf dem Voss als Steward angeheuert hat. Bobby Dodd ist ebenfalls an Bord gegangen. Auch eine Bande, deren Boss sich „der Baron“ nennt, und die es eigentlich auf Rottmanns Banktresor abgesehen hatte, kommt an Bord, um Voss die vermeintliche Beute wieder abzujagen. Neben Willy und Otto gehört auch die junge, attraktive Marion zu dieser Bande. Als das Schiff in Rio de Janeiro anlegt, will Dodd Voss nicht von Bord lassen. Der wirft ein verschnürtes Paket von Bord und Dodd fällt auf den Trick herein; er soll glauben, dass sich darin die Beute befindet. Als er das Paket öffnet, findet er einen Gutschein über drei Millionen vor. Voss konnte das Schiff inzwischen verlassen, Dodd jedoch kann ihm zusammen mit Barbara in einem Taxi folgen. Bei einem Zusammenstoß mit einem anderen Auto werden beide von der Bande gekidnappt, da man sie für Komplizen von Peter Voss hält. Inzwischen hat Marion, das weibliche Mitglied der Clique, Voss ausfindig gemacht und teilt ihm mit, dass ihre Partner drei Millionen Lösegeld fordern. Sie könne sich jedoch vorstellen, selbst mit ihm ins Geschäft zu kommen und die Beute mit ihm zu teilen.
Kostümiert als Einheimischer taucht Voss in dem Versteck von Barbara und Dodd auf und schafft es, die beiden im Alleingang zu befreien. Als jedoch Schüsse fallen (zum Glück hatte Bobby Dodd die scharfe Munition durch Platzpatronen ersetzt), werden Polizisten aufmerksam, denen Barbara und Voss weismachen können, dass Bobby Dodd der gesuchte Peter Voss sei. Er wird daraufhin abgeführt.
Voss will über Mexiko weiter nach Hongkong. Inzwischen hat Dodd seine Identität nachweisen können und ist wieder auf freiem Fuß. Barbara kann den Detektiv dazu überreden, sie mit nach Hongkong zu nehmen. Im Flugzeug sitzt Voss neben Ramon Cadalso, einem berühmten Stierkämpfer, der unter Flugangst leidet. Da Voss vermutet, dass man schon nach ihm fahndet, gelingt es ihm durch eine List, sich bei einem Zwischenstopp als Cadalso auszugeben. Die angerückte Polizei wird wieder einmal an der Nase herumgeführt. In einer anderen Verkleidung gelangt Voss zurück an Bord, bevor die Maschine nach Tokio weiterfliegt. Dort warten Dodd und Barbara bereits. Mit einer Finte gelingt es Dodd, Voss zum Aussteigen aus dem Flugzeug zu bringen. Zu seinem Missfallen kann er Voss aber auch hier nicht entlocken, wo die drei Millionen sind.
In Hongkong angekommen, sucht Voss den Juwelier Van Zanten, den Patenonkel von Barbara Rottmann, auf und lernt dort auch dessen Tochter Monique kennen. Van Zanten versichert ihm, dass er im Begriff sei, seinen Besitz aufzulösen und sein „alter Freund“ Rottmann selbstverständlich sein Geld bekommen werde. Es gab einen Autounfall, bei dem Van Zanten schwer verletzt und sein Chauffeur getötet wurde, dabei verschwanden auch Diamanten im Wert von mehreren Millionen. Zu Voss’ Erstaunen wurde der Diebstahl jedoch nicht angezeigt.
Als Barbara Rottmann Van Zanten besuchen will, stellt sich heraus, dass der ehemalige Sekretär ihres Patenonkels seine Rolle spielt. Als Barbara angsterfüllt das Anwesen verlassen will, wird ihr der Weg verstellt. Inzwischen ist Voss mit Monique unterwegs. Er hat bemerkt, dass Monique ihm irgendwas in die Milch getan hat und leert unbemerkt das Glas, tut aber so, als setze die Wirkung des Mittels ein. Monique bringt ihn unter falschen Behauptungen in eine Drogenklinik. Voss kann jedoch wiederum entkommen. Inzwischen hat sich Dodd zu der von Barbara im Hotel hinterlassenen Adresse begeben. Als er sich nach ihr erkundigt, erzählt ihm der angebliche Van Zanten, dass Barbara nur kurz dagewesen sei und er nicht wisse, wo sie sich nun aufhalte.
Als Voss in der Villa eintrifft, kann er Van Zanten und Monique, die gerade das Weite suchen wollen, zunächst aufhalten und auch die Koffer mit der Beute sichern. Dann jedoch taucht Dodd mit zwei Polizisten auf, glaubt Voss’ beschwörenden Worten nicht und gibt die Koffer mit der Beute dann auch noch dem falschen Van Zanten zurück. Auch die Bankräuberbande hat das Geschehen beobachtet. Willy gibt sich als der bestellte Taxifahrer aus, so dass die Bande Claasen, der sich als Van Zanten ausgibt, und Monique in ihre Gewalt bekommt. Voss, dessen Geschichte die Polizei überprüfen will, kann in einem unbeaufsichtigten Moment erneut entkommen. Inzwischen hat Dodd Barbara befreien können. Tatsächlich haben sich „der Baron“ und seine Bande die begehrten Koffer aneignen können. In dem Lokal, wo Voss sie aufspürt, kommt es zu einer Massenschlägerei, in deren Verlauf Voss die beiden Koffer wieder an sich bringen kann. Bei seiner halsbrecherischen Fahrt durch Hongkong wird Voss von den Bandenmitgliedern und der Polizei verfolgt. Er fährt direkt zum Polizeirevier, wo die Bande verhaftet wird. Peter Voss hat seine Mission erfüllt: Koffer mit Diamanten wieder da, Koffer mit Geld ebenfalls. Peter Voss und Bobby Dodd verabschieden sich als Freunde.

## Produktion

### Dreharbeiten, Produktionshinweise
Der Film wurde mit sehr großem Aufwand an Originalschauplätzen in Lissabon, Rio de Janeiro, Mexiko-Stadt, Tokio, Hongkong, Barcelona, Berlin, Genua, Hamburg sowie in Marseille gedreht. Weitere Aufnahmen entstanden in den Bavaria-Film-Studios in München-Geiselgasteig.
Es handelt sich um eine Filmproduktion von Kurt Ulrich für die UFA. Ulrich hatte für die Rolle Peter Voss ursprünglich fest mit Eddie Constantine gerechnet. Als dieser kurzfristig absagte, sprang O. W. Fischer ein.

### Veröffentlichung
Der Film lief in der Bundesrepublik Deutschland am 16. Oktober 1958 in der Lichtburg in Essen an.
Am 6. Juli 2007 erschien Peter Voss, der Millionendieb bei Kinowelt/Studiocanal auf DVD, Spieldauer 106 Minuten. Am 7. November 2008 veröffentlichte Kinowelt Home Entertainment die DVD “Ein Wiedersehen mit O. W. Fischer” mit den Filmen Peter Voss, der Millionendieb und Peter Voss, der Held des Tages. Als Extra ist ein 28-seitiges Booklet mit Starinformationen enthalten.

## Rezeption

### Kritik
Cinema war der Ansicht, „dass diese schnurrige Version 1958 zum Kinohit wurde“ und fasste zusammen „Betrüger von gestern: bunte Kino-Nostalgie.“ Das Lexikon des internationalen Films meinte, dass der Film „hübsch bunt bebildert“ sei „jedoch nur ein paar wirklich gelungene Szenen“ enthalte. Kino.de führte aus: „Kriminalkomödie nach dem gleichnamigen Roman von Ewald G. Seeliger, der 1921 als ‚Der Mann ohne Namen‘ und 1945 als ‚Peter Voß, der Millionendieb‘ (mit Viktor de Kowa) verfilmt worden war. Das Remake setzte auf die Popularität von Hauptdarsteller O.W. Fischer, der in ständigen Verwandlungen und fast immer mit Pfeife im Mund auf eine bunte Weltreise geht. Als Detektiv Bobby Dodd sorgte Walter Giller hier und in der Fortsetzung ‚Peter Voss, der Held des Tages‘ (1959) für die komischen Szenen.“ Der Evangelische Film-Beobachter zog folgendes Fazit: „Ein spannend-entspannender Film um einen Tausendsassa, im allgemeinen herkömmlich gearbeitet und von heiterer Grundstimmung.“
Der Autor und Kritiker Falk Schwarz meinte: „Was ist unser Otto Wilhelm doch für ein flotter Hecht! Als Peter Voss springt er ins schmutzige Hafenwasser, ist stets dann zur Stelle, wenn man es nicht für möglich hält, versteckt sich hinter Masken, überblickt jede Lage, spaziert nachts über Dächer, trifft stets ins Schwarze, ist immer schon da, wenn andere noch suchen, macht im Pyjama eine genauso gute Figur wie im Poncho, strahlt dabei wie ein Honigkuchenpferd, gibt Küsschen, verspricht das Blaue vom Himmel – und ist immer der größte aller Tausendsassa.“ Das funktioniere, weil „Ahnungen, Vermutungen, Witterungen – das Handwerkszeug eines Helden“ seien und das alles „ein Märchen für Erwachsene“. Schwarz lobte die Arbeit des Kameramanns Klaus von Rautenfeld, der „die Jagd durch die Kontinente“ durch „kräftige, intensive Bilder aufgepeppt“ habe. Die „dünne Story“ störe auch gar nicht weiter, „zumal O. W. Fischer einen Gegenpart“ habe, „der sich sehen lassen“ könne: „Walter Giller“. Bei „allen Einwendungen gegen die Wahllosigkeit seiner Rollen“ – hier zeige „er Profil“. Der Film habe „Tempo und wenig von der kalten Brillanz eines James Bond“. Weiter merkte Schwarz an, Regisseur Wolfgang Becker habe sich „auf ein teilweise pfiffig dialogisiertes Drehbuch der beiden Kurt-Ulrich-Hausautoren Braun und Kampendonk verlassen“ können.

### Weitere Verfilmungen
- 1921: Der Mann ohne Namen (6 Teile) – Regie: Georg Jacoby (mit Harry Liedtke als Peter Voss)
- 1932: Peter Voß, der Millionendieb – Regie: E. A. Dupont (mit Willi Forst als Peter Voss)
- 1943/46: Peter Voss, der Millionendieb – Regie: Karl Anton (mit Viktor de Kowa als Peter Voss)